# Roques Punxentes
Les Roques Punxentes són una muntanya que es troba en el terme municipal de la Vall de Boí, a la comarca de l'Alta Ribagorça, i dins del Parc Nacional d'Aigüestortes i Estany de Sant Maurici.
El pic, de 2.316,8 metres, s'alça a l'extrem de la carena que separa Aigüissi (NO), de la ribera del Sant Nicolau (SE); situat al sud-oest del Cap de Copiello.